# Richard Duddek
Richard Duddek (* 26. September 1923; † 17. Dezember 2010) war ein deutscher Fußballspieler. Der Torwart absolvierte in den Jahren 1953 bis 1955 in der Oberliga West für den VfL Bochum 27 Spiele.

## Laufbahn
Die höherklassige Laufbahn des Torwarts Richard Duddek begann bei der SpVgg Röhlinghausen 1949/50 in der 2. Oberliga West. Nach dem direkten Wiederaufstieg folgte in der Saison 1951/52 der sportliche Abstieg der Röhlinghausener als Drittletzter. Zusammen mit seinen Teamkollegen Heinz Liebers, Gerd Schirrmacher und Herbert Sturm wechselte Duddek im Sommer 1952 zum VfL Bochum.
Mit Bochum wurde Duddek in der Saison 1952/53 Meister der 2. Oberliga West und stieg in die Oberliga West auf. Ernst Koch hatte die Bochumer am 26. April 1953 beim 7:2-Sieg im Nachholspiel beim VfB Marathon Remscheid mit fünf Toren in die Oberliga geschossen. Das erste Oberliga-Spiel absolvierte Duddek auswärts am 9. August 1953 beim FC Schalke 04. Die Mannschaft von der Castroper Straße musste sich durch ein Tor von Hans Krämer in der 23. Minute mit 1:0 geschlagen geben. Bochum belegte am Ende der Saison 1953/54 den 8. Tabellenplatz. In der folgenden Saisonvorbereitung verlor Duddek seinen Stammplatz an Siegfried Tiedtke. Nachdem Duddek in der Oberliga-Runde 1954/55 auf keinen Einsatz mehr gekommen war, beendete er im Sommer 1955 seine Karriere.